# Juan VIII Paleólogo
Juan VIII Paleólogo (en griego: Ιωάννης Η' Παλαιολόγος; 18 de diciembre de 1392-Constantinopla, 31 de octubre de 1448), fue emperador bizantino e hijo mayor de Manuel II. Asociado al trono como coemperador en 1408, en 1425 pasó a ser emperador en solitario.
Se casó dos veces, primero con Ana, hija del Gran duque Basilio I de Moscú, en 1414, y en 1421 con Sofía de Montferrato, hermana del conde Juan Jaime de Montferrato, cuando fue nombrado coemperador junto a su padre. No tuvo hijos de ninguno de los dos matrimonios.
Para buscar protección frente a la amenaza de los turcos otomanos, visitó al Papa y aceptó la unión de las iglesias griega y romana, lo que se ratificó en Florencia en 1439. En dicho viaje estuvo acompañado por Jorge Gemisto Pletón, un filósofo neoplatónico que tendría una gran influencia sobre el mundo académico italiano, así como sobre el Renacimiento en toda Europa occidental. La unión de las iglesias fracasó, pero gracias a su prudente política ante el Imperio otomano logró conservar Constantinopla y en 1432 resistió un asedio del sultán Murad II.
Designó a su hermano Constantino XI como sucesor y, a pesar de las intrigas de sus hermanos menores, Demetrio y Tomás, y de su madre, Helena Dragaš, consiguió asegurarse la sucesión de Constantino.

## Antes de la muerte de Manuel II
Se le confió la regencia en Constantinopla durante el viaje de su padre Manuel II Paleólogo a Salónica y en el Peloponeso entre 1414 y 1416. En ese entonces era gobernador de Salónica. Allí recibe al príncipe otomano Mustafa Çelebi, que se rebeló contra su hermano el sultán Mehmed I y fue derrotado por él. Tras esta derrota, Mustafa fue exiliado por los bizantinos en la isla de Lemnos.
Juan fue nombrado emperador completo por su padre el 19 de enero de 1421. Ese mismo año murió el sultán Mehmed I, y Juan VIII, en contra del consejo de su padre, decidió ayudar a Mustafa a imponerse como sucesor en oposición a su sobrino Murad II. Manuel II fue muy hostil a esta idea, pero finalmente cedió, y Juan VIII hizo que Mustafa fuera transportado de Lemnos a la Península de Galípoli. El pretendiente apoyado por los bizantinos logró ganar reconocimiento en Galípoli y Edirne, pero, al pasar a Asia Menor a principios de 1422 y marchando sobre Bursa, fue derrotado por su sobrino; atrapado en los Balcanes, murió ahorcado. Murad II luego dirigió su furia hacia los bizantinos y sitió Constantinopla y Salónica.
En el otoño de 1422, el sultán se vio forzado a levantar el asedio de Constantinopla tras la revuelta de su hermano menor, también llamado Küçük Mustafa, quien tomó Nicea con el apoyo de los bizantinos. Pero Mustafa el Joven también fue derrotado por Murad II a principios de 1423, y el Sultán lo hizo estrangular. Luego, renunciando temporalmente a Constantinopla, redobló los ataques contra Salónica y envió un ejército para saquear el Peloponeso. Tras esto, Juan VIII fue enviado por su padre a Occidente para pedir ayuda. Primero fue a Venecia, luego al emperador alemán Segismundo.
Juan VIII regresó con las manos vacías en la primavera de 1425. Mientras tanto, el sultán otorgó la paz en condiciones drásticas a Manuel II: en el continente, fuera del Peloponeso, el imperio se reduce a las ciudades costeras de Constantinopla, Selymbria, Salónica, Anchialos y Mesembria, y se le impone un tributo anual de 20,000 hiperperiones. Manuel II, que quedó postrado en cama, se convirtió en monje en junio de 1425 y murió el 22 de julio.

## Después de la muerte de Manuel II

### El contexto: un imperio bizantino muy débil
El Imperio bizantino sobre el que reinó Juan VIII estaba formado por Constantinopla y Selymbria; Anchialos y Mesambria son dados en prerrogativa a su joven hermano Constantino, mientras que su otro hermano Teodoro II Paleólogo es el Déspota de Morea. En cuanto a Salónica, la ciudad fue vendida en 1423 a los venecianos por los bizantinos, incapaces de garantizar su defensa. Como resultado, el Imperio bizantino, que había logrado recuperar algunos territorios de los otomanos después de  la Batalla de Ankara en 1402 (la recuperación de Salónica es importante a este respecto), decaía ante la recuperación del poder otomano.
Los bizantinos estuvieron nuevamente en defensa, como lo demostró el asedio sufrido por Constantinopla en 1422, que confirma el nuevo ascenso otomano. Estos últimos consolidaron gradualmente su control sobre la península de los Balcanes, mientras que los bizantinos dominaban solo unos pocos territorios dispersos. Solo el despotado de Morea parecía estar relativamente protegido de la amenaza otomana y parecía ser la única base desde la cual sería posible una reconquista territorial. Sin embargo, este territorio estaba profundamente desestabilizado por un estado de anarquía latente y la incapacidad del poder central para imponer su autoridad a largo plazo.

### El reinado de Juan VIII Paleólogo
Juan VIII decidió redistribuir las tierras entre sus hermanos, después de que Teodoro II hubiera expresado el deseo de retirarse a un monasterio: decide hacer de Constantino déspota de Morea y atribuir Mesambria a su otro hermano, Demetrio. Juan VIII y Constantino XI viajan al Peloponeso en el otoño de 1426, pero mientras tanto, Teodoro II cambió de opinión. Los hermanos paleólogos atacaron la ciudad de Glarentza, que pertenecía a Carlo I Tocco, el conde Palatino de Cefalonia y Zante, y a principios de 1427 derrotaron a este último en una batalla naval de las Islas Equinadas. Tocco concedió a Constantino XI la porción del Peloponeso que controlaba y le dio la mano de su hija; Juan VIII le agrega la parte occidental del dominio de Teodoro II. También cortó un pequeño territorio en el norte de la península para el más joven de sus hermanos, Tomás Paleólogo. Después de haber hecho esta división, el emperador regresó a Constantinopla.
El 26 de marzo de 1430, los otomanos se apoderaron de Salónica después de un asedio de más de siete años. El mismo año, Juan VIII llega a un acuerdo con el Papa Martín V para la convocatoria de un concilio ecuménico donde se negociaría la reunificación de las Iglesias: el Papa se compromete a organizar el viaje a Italia de una delegación de setecientos orientales, incluido el emperador y los patriarcas de Constantinopla, Alejandría, Antioquía y Jerusalén. Pero Martin V muere a principios de 1431 y la sucesión papal, luego el conflicto que estalla entre el nuevo papa, Eugenio IV y el concilio de Basilea-Ferrara-Florencia-Roma, abierto en julio de 1431, congela las negociaciones con los bizantinos.
En septiembre de 1437, el Papa Eugenio IV, tras hacerse cargo, logró obtener la transferencia de la mayoría de los miembros del Concilio de Basilea a Ferrara, argumentando en particular la necesidad de integrar representantes de las Iglesias orientales. Él envía a Nicolás de Cusa a Constantinopla para dirigir la delegación prevista allí. Dejando la regencia de la capital a su hermano Constantino XI, Juan VIII se embarcó a fines de noviembre con el Patriarca José II de Constantinopla, y representantes de los Patriarcas de Alejandría, de Antioquía y de Jerusalén, el metrópolitano de Nicea (Besarión), de Éfeso (Marcos de Éfeso), de Rodas, de Trebisonda, de la Iglesia de Kiev y de todos los Rus (Isidoro de Kiev), de los obispos de Bulgaria, de Georgia, archimandritas y otros miembros del clero. La delegación llegó a Venecia en febrero de 1438 y a Ferrara el 6 de marzo.
Los debates oficiales sobre la reunificación de las Iglesias se abren el 8 de octubre de 1438 por el discurso inaugural de Besarión. En enero de 1439, la peste se desató en Ferrara y el consejo fue transferido a Florencia. El 6 de julio, el decreto de la Unión de Iglesias se leyó en la Catedral de Santa María del Fiore, en griego (por Besarión) y en latín. El patriarca José II de Constantinopla murió el 10 de junio, pero dejó un texto escrito que respaldaba el decreto. Solo Marcos de Éfeso se negó a firmar entre los obispos.
La delegación bizantina regresó a Venecia a fines de octubre y regresó a Constantinopla en enero de 1440, después de más de dos años de ausencia. Inmediatamente, la aparente casi unidad de la Iglesia griega manifestada en Florencia se disuelve: varios delegados que habían firmado se retractan; Juan VIII tiene la mayor dificultad para encontrar un sucesor a favor de la Unión del patriarca José II de Constantinopla, y cuando impone a Metrófanes II de Constantinopla, en mayo de 1440, una gran parte del clero se negó a reconocer su autoridad. Los tres patriarcas de Alejandría, Antioquía y Jerusalén negaron la firma de sus representantes; Isidoro de Kiev, tan pronto como regresó, fue expulsado de Rusia al año siguiente. Besarión, completamente desilusionado, regresó a Italia en diciembre de 1440.
Demetrio Paleólogo, el hermano del emperador, desde su llegada a Mesambria, se convirtió en la voz de los opositores de la Unión. En 1442, llega a un acuerdo con los otomanos y asedia Constantinopla con tropas que el sultán le había confiado. Pero la empresa fracasó, nadie en la capital empujó a la oposición a la Unión hasta el punto de traicionar al emperador, y Demetrio fue arrestado.

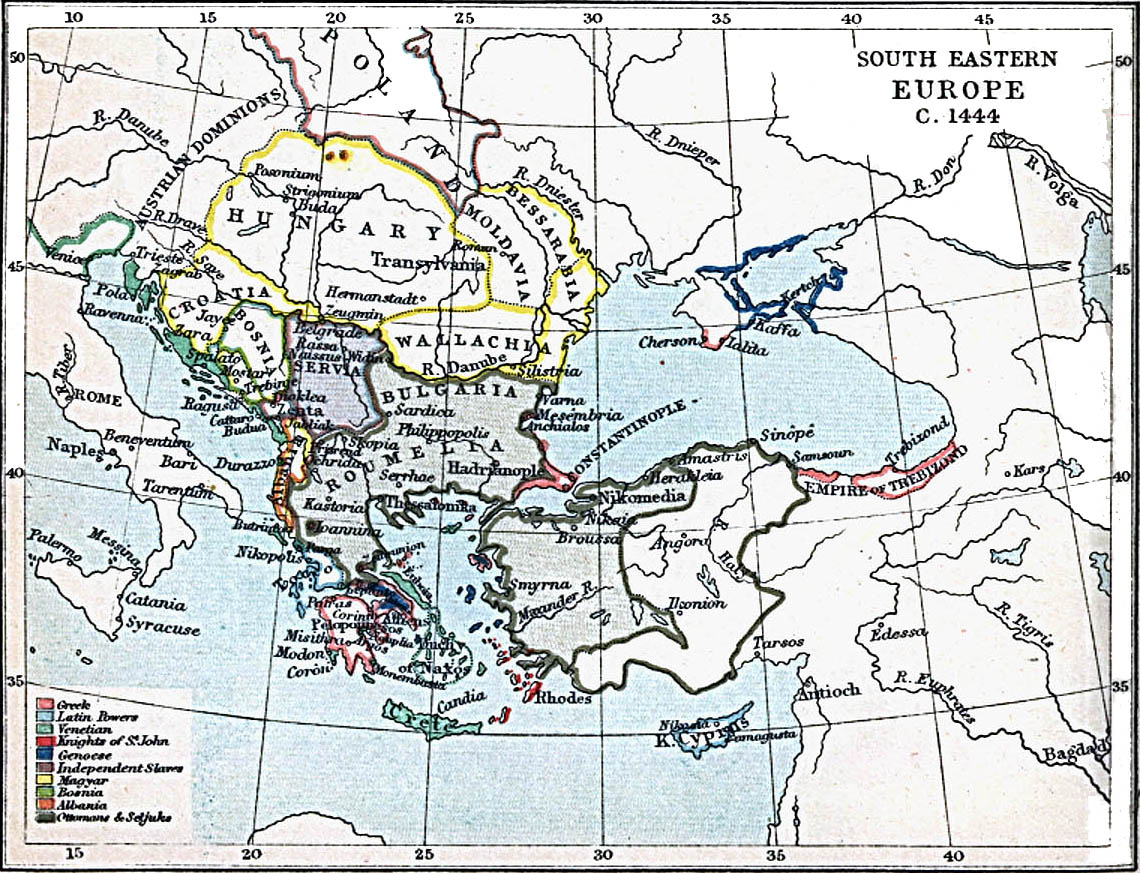
Mapa de Europa del Sudeste hacia 1444.

La cruzada prometida por el papa Eugenio IV está lista en 1444: una flota abandona Venecia para dirigirse al Helesponto, y un ejército cristiano de veinte mil hombres, comandado por el rey húngaro Ladislao III Jagellon, abandona Buda durante el verano. El desastre de Varna, el 10 de noviembre de 1444, donde muere el rey Ladislao III, termina la expedición. La resistencia cristiana en los Balcanes continúa, dirigida por Juan Hunyadi, regente de Hungría, en el norte, y por Constantino Paleólogo, que invadió Tesalia en la primavera de 1445, en el sur, pero en 1446 los venecianos concluyeron una tregua con el Sultán otomano y retiran su flota.
Durante el año 1447, el sultán Murad II restableció su dominio en Grecia. Juan VIII muere pocos días después de una nueva derrota de Juan Hunyadi frente al sultán en la batalla de Kosovo de 1448, en una situación completamente desesperada.

## Matrimonios
Juan VIII Paleólogo se casó tres veces. Su primer matrimonio fue en 1414 con Ana de Moscú, hija del Gran Príncipe Basilio I de Moscú (1389-1425) y de Sofía de Lituania. Murió en agosto de 1417 a causa de una plaga.
El segundo matrimonio, concertado por su padre Manuel II y el papa Martín V, fue con Sofía de Montferrato en 1421. Era hija de Teodoro II, marqués de Montferrato, y de su segunda esposa Juana de Bar. Juana era hija de Roberto I, duque de Bar, y de Maria de Valois. Sus abuelos maternos fueron Juan II de Francia y Bona de Bohemia.
Su tercer matrimonio, arreglado por el futuro cardenal Besarión, fue con María de Trebisonda en 1427. Era hija de Alejo IV de Trebisonda y de Teodora Cantacucena (1382-1426). Murió en el invierno de 1439, también de peste.
Ninguno de los matrimonios tuvo hijos.

## Representación artísticas
Juan VIII Paleólogo es famoso por los retratos que le hicieron varios pintores con motivo de su visita a Italia. Quizás el más famoso de sus retratos sea el de Benozzo Gozzoli, en la pared sur de la Capilla de los Magos, en el Palazzo Medici-Riccardi, en Florencia. Según algunas interpretaciones, Juan VIII también estaría retratado en La flagelación de Piero della Francesca. Un retrato de Juan aparece en un manuscrito en el monasterio de Santa Catalina del Monte Sinaí.

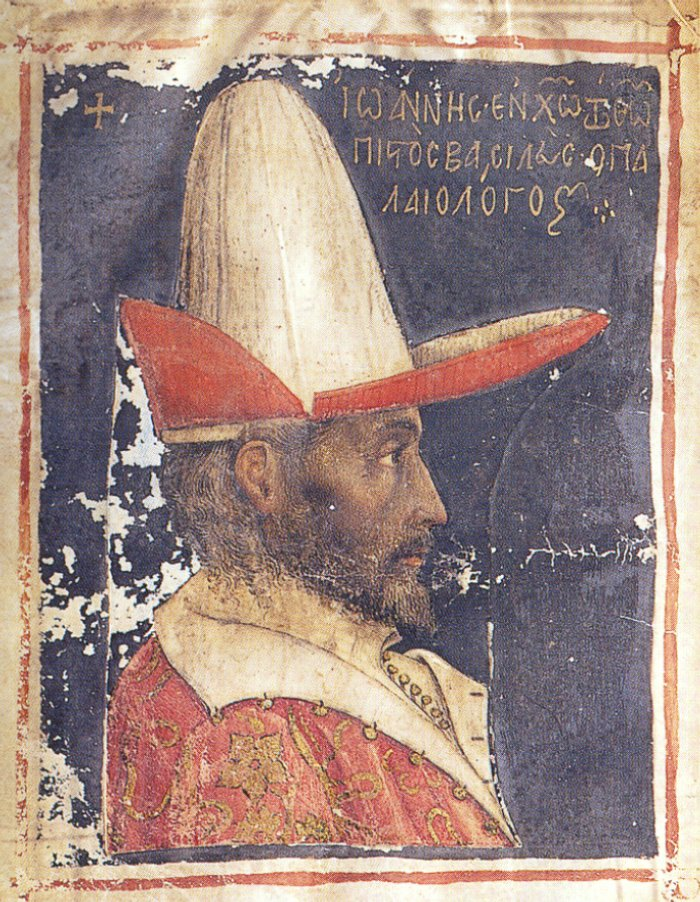
Retrato de Juan VIII Paleólogo de un manuscrito en el monasterio de Santa Catalina, circa 1440
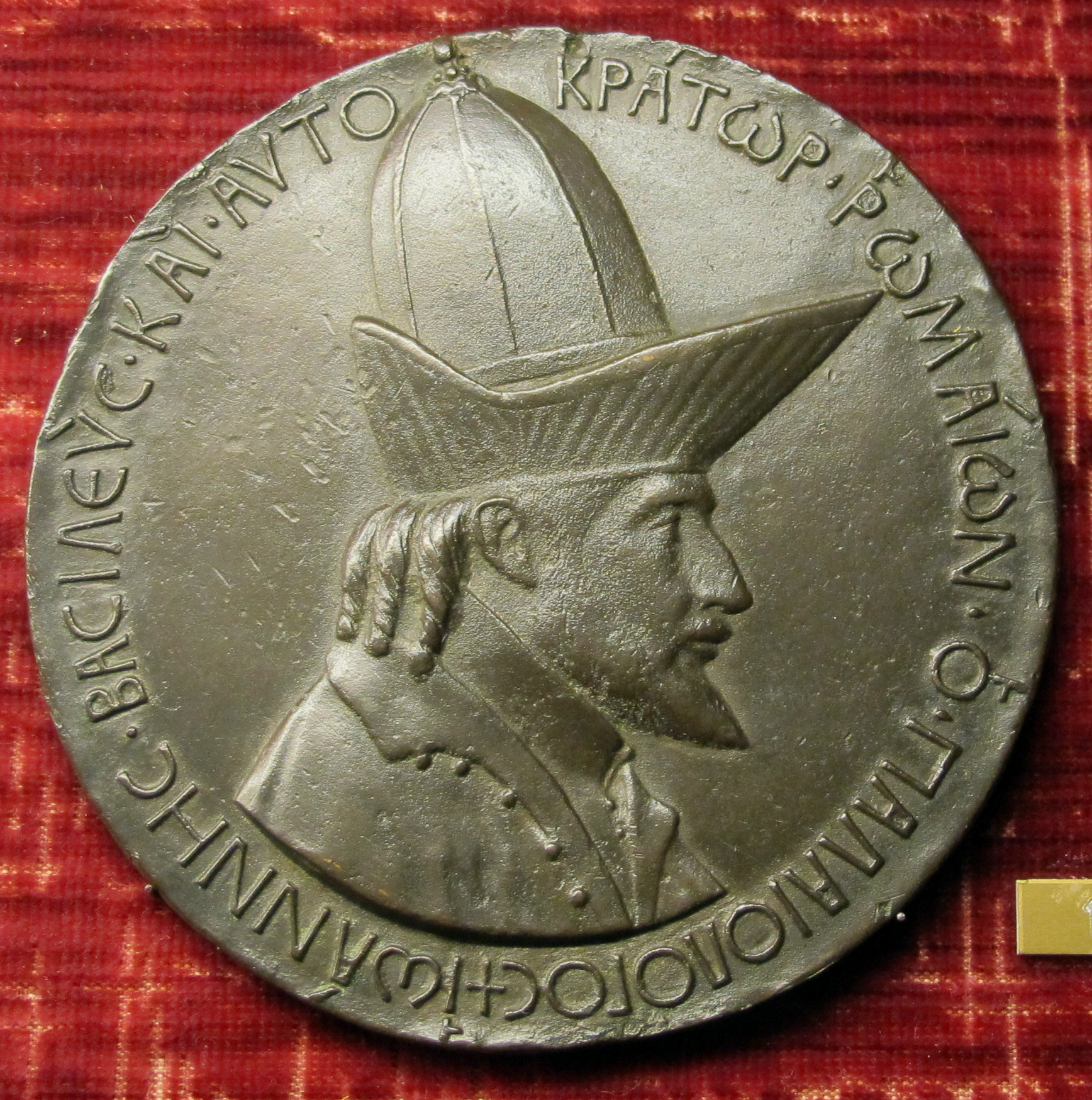
Medalla del emperador Juan VIII Paleólogo durante su visita a Florencia, por Pisanello (1438). La leyenda dice, en griego: «Juan el Paleólogo, basileus y autokrator de los romanos».
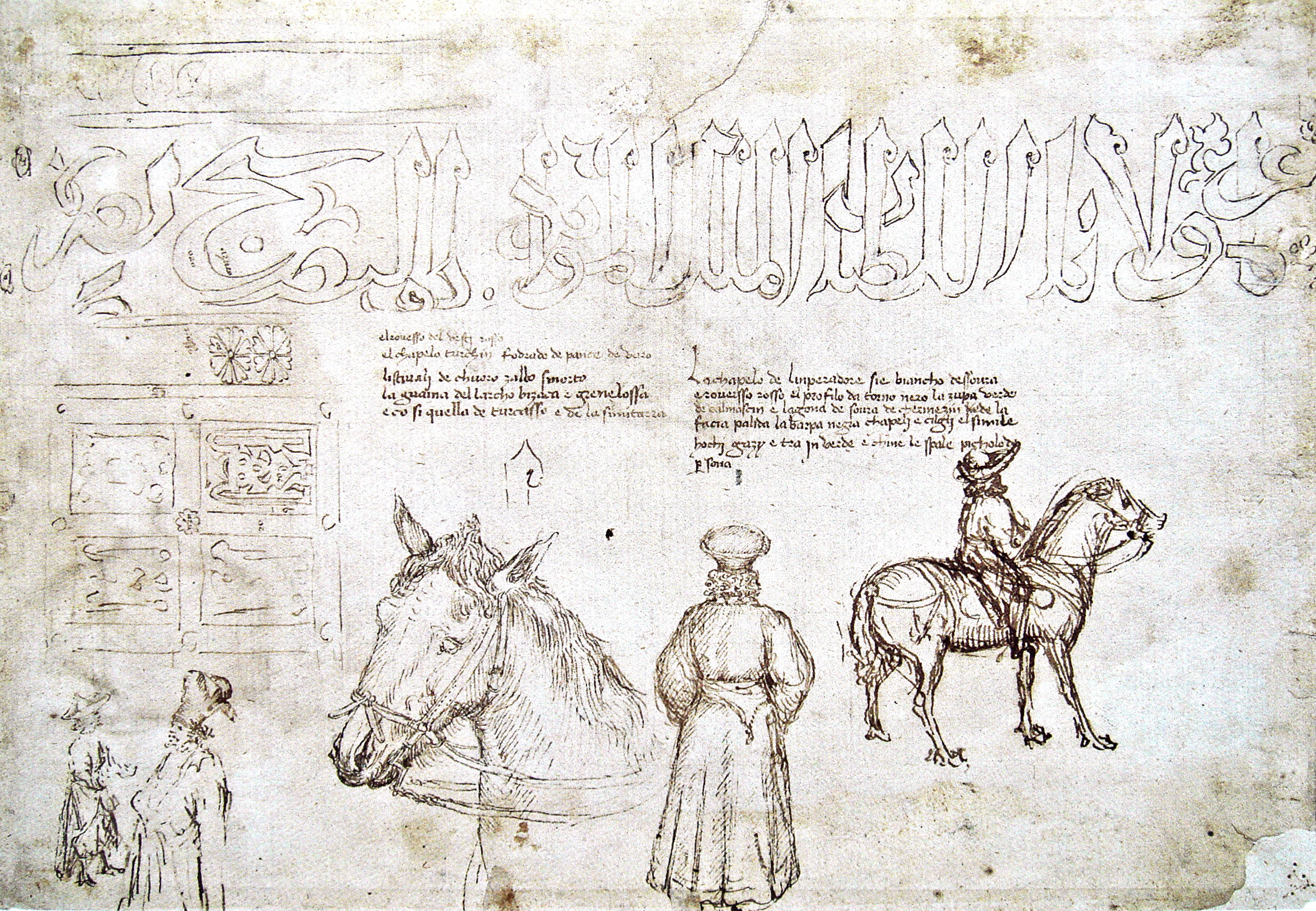
Boceto de Juan VIII Paleólogo durante su visita al Concilio de Florencia en 1438, de Pisanello
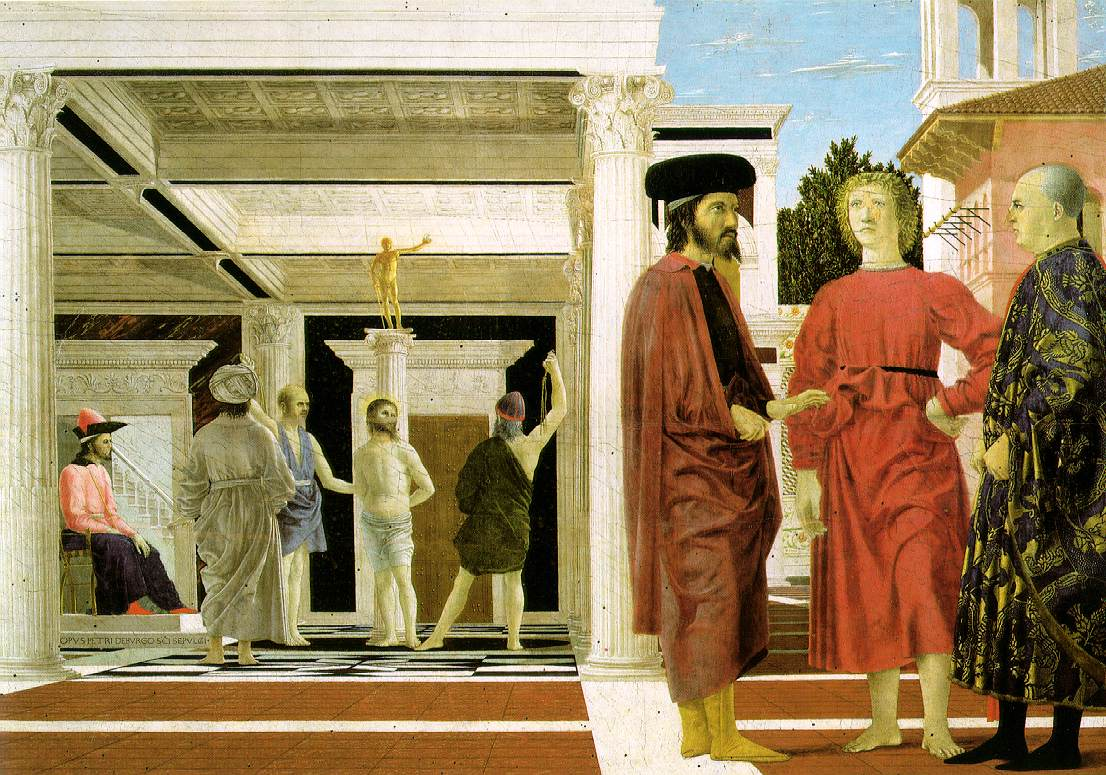
La flagelación de Piero della Francesca, posiblemente representando a Juan VIII Paleólogo como Poncio Pilato (la figura más a la izquierda)
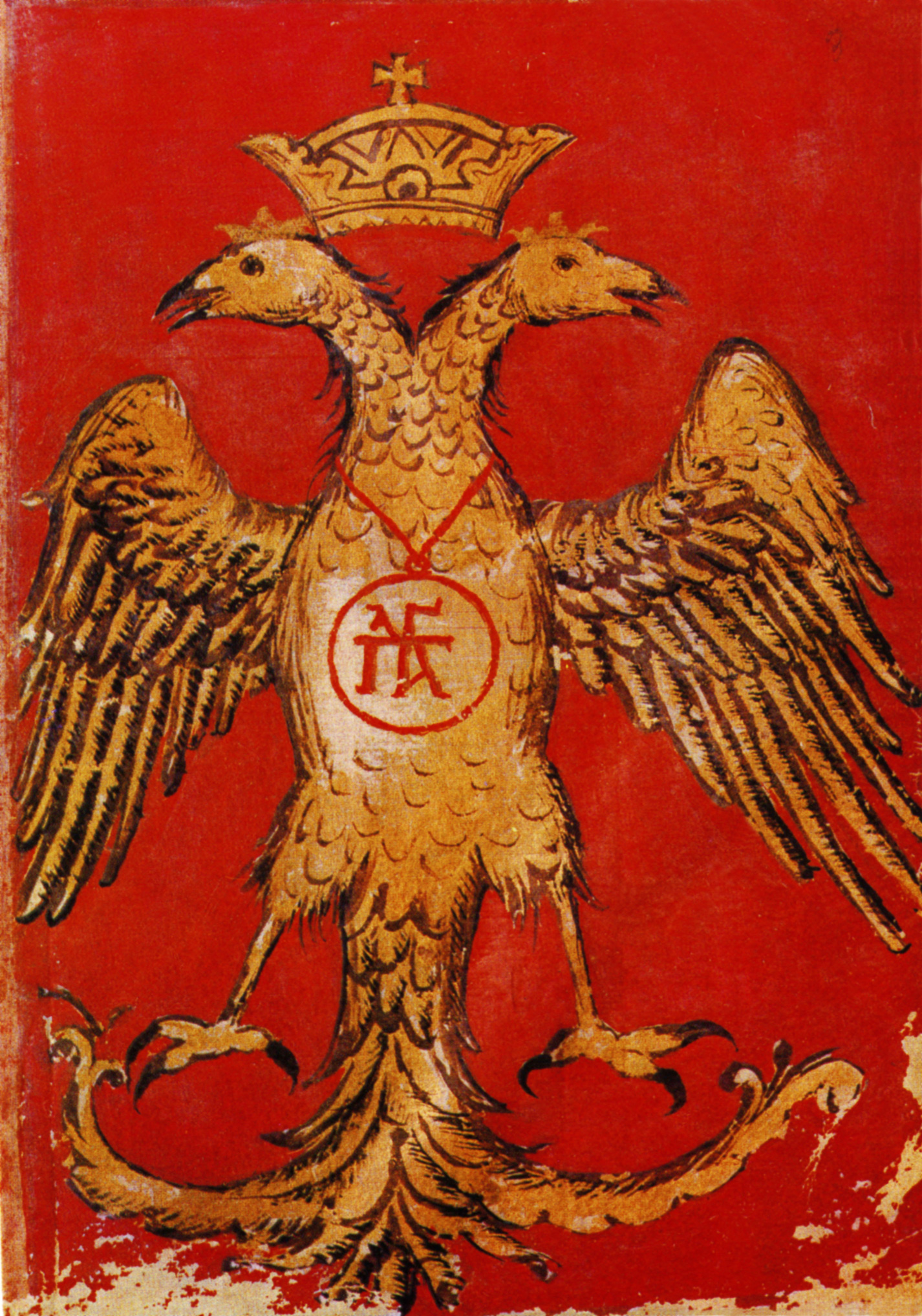
Emblema del emperador Juan VIII Paleólogo, con el  águila bicéfala con el sympilema (cifrado familiar)
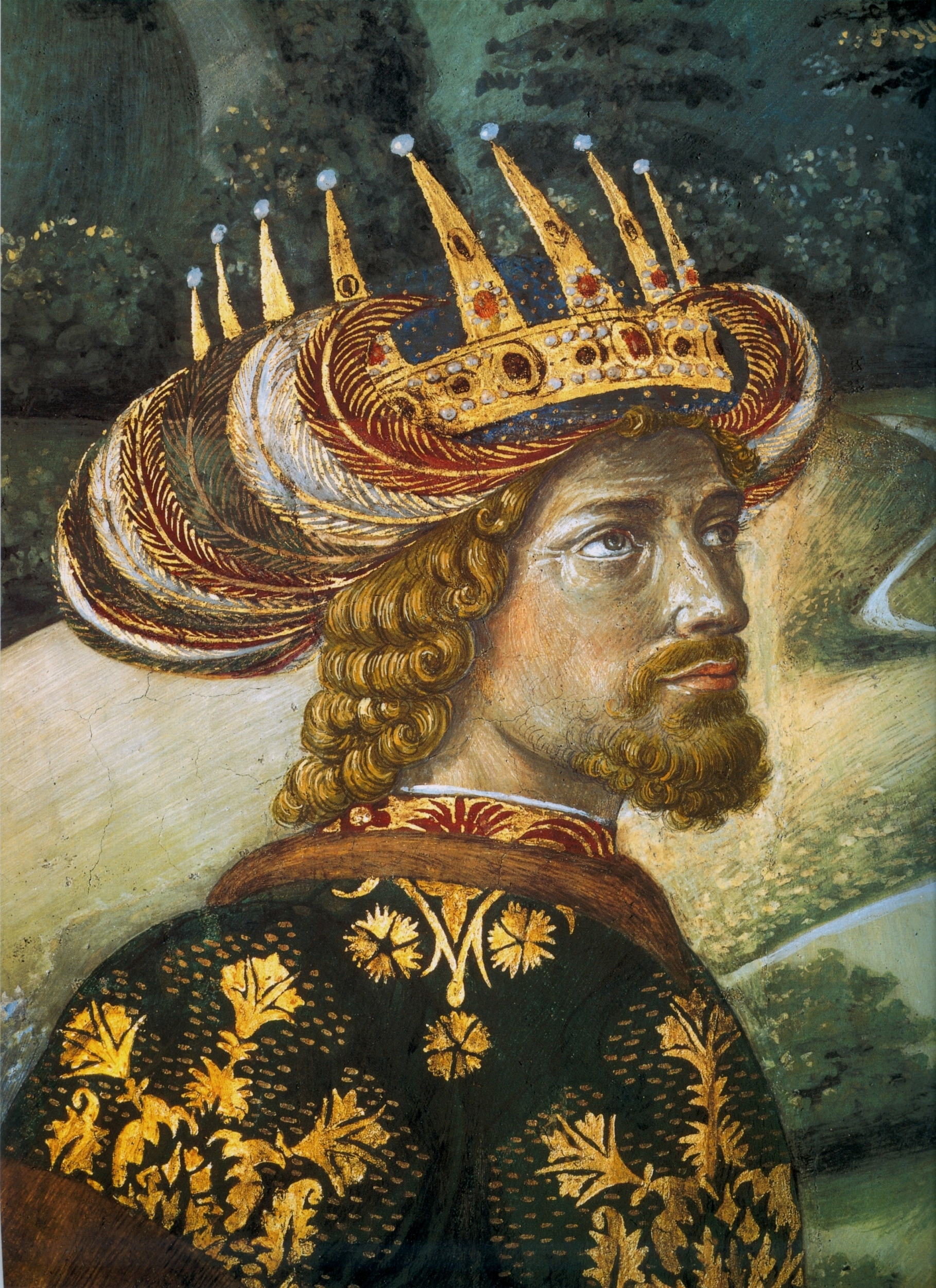
Retrato del autócrata paleólogo, correspondiente a un detalle del fresco en la Cappella dei Magi, Palacio Medici Riccardi en Florencia, Italia.

## Ancestros
| Predecesor: Manuel II | Emperador del Imperio Bizantino coemperador con Manuel II desde 1421 1425 – 1448 | Sucesor: Constantino XI |